# Merla castanya
La merla castanya (Turdus rubrocanus) és un ocell de la família dels túrdids (Turdidae).

## Hàbitat i distribució
Habita els boscos de coníferes i altres formacions boscoses de l'Himàlaia, al nord d'Afganistan, nord de Paquistan, nord de l'Índia, Nepal i Sikkim, sud-est del Tibet i sud-oest i centre de la Xina.